# Ephraim Graham
Pour les articles homonymes, voir Graham.
Ephraim Foster Graham, né le 10 août 1888 à Nashville et mort le 23 décembre 1962 à Fort Sam Houston, est un cavalier américain de concours complet.
Il est diplômé de l'Académie militaire de West Point en 1903, et incorporé dans le 10e régiment de cavalerie.
En 1912, il participe à l'épreuve d'équitation pour l'équipe militaire des États-Unis. Lui et son cheval Connie remportent la médaille de bronze en tant que membre de l'équipe américaine de concours complet après avoir terminé douzième dans la compétition individuelle.